# 日本作業環境測定協会
公益社団法人日本作業環境測定協会（にほんさぎょうかんきょうそくていきょうかい、Japan Association for Working Environment Measurement）は、作業環境測定法第36条に基き、作業環境測定士、作業環境測定機関、自社測定事業場が集まって設立された公益法人。元厚生労働省所管。

## 概要
- 所在：東京都港区芝4-4-5　三田労働基準協会ビル3階
- 会長：明賀孝仁

## 沿革
- 1979年 - 設立。
- 1980年 - 事務所を東京都港区三田3丁目7番18号に移転